# هیده‌یوکی تاناکا
هیده‌یوکی تاناکا (انگلیسی: Hideyuki Tanaka; ۱۲ نوامبر ۱۹۵۰ – ) صداپیشگی در ژاپن، و بازیگر اهل ژاپن بود.